# Bactrocera wuzhishana
Bactrocera wuzhishana
 es una especie de insecto díptero que Lin y Yang describieron científicamente por primera vez en 2006. Esta especie pertenece al género Bactrocera de la familia Tephritidae. 